# Hospodářský cyklus
Hospodářský cyklus označuje kolísání ekonomické aktivity na úrovni celé ekonomiky nebo její velké části (nikoliv pouze v určitém sektoru) okolo dlouhodobého trendu. Střídání relativního ekonomického růstu a relativního poklesu je nazýváno cyklem. Toto kolísání je často měřeno pomocí hrubého domácího produktu a dalších makroekonomických indikátorů.
Délka hospodářského cyklu se při různých příležitostech liší v závislosti na jeho původu, ekonomice, ve které k němu dochází, a dalších četných faktorech. Po ukončení jednoho cyklu ekonomika plynule přechází do druhého. Při zkoumání hospodářského cyklu je třeba rozlišovat mezi cyklickými jevy a běžnými fluktuacemi ekonomiky. Pokud lze identifikovat alespoň dva po sobě jdoucí cykly, lze hovořit o cyklickém vývoji dané veličiny.

## Cyklus vs fluktuace
Při sledování výkyvů ekonomiky je třeba rozlišovat mezi hospodářským cyklem (tj. cyklicky se opakujícími jevy) a izolovanými hospodářskými fluktuacemi. Fluktuace se objevují jednotlivě a náhodně, zatímco cyklus přichází opakovaně, ačkoliv někdy v nepravidelných intervalech.

### Cyklus
Hlavním znakem hospodářského cyklu je pravidelné opakování ekonomického růstu a následného poklesu. To může být dáno přirozenou nebo umělou periodicitou.

#### Přirozená periodicita
Typický je vliv ročního cyklu: Jednoznačně je patrný například na stavebnictví. Čím kratší cykly, tím lokálnější mají charakter: Globální systém má příliš velkou setrvačnost, než aby se na něm projevily, spíše se vyruší. Naopak místně mohou být právě krátké vlivy značné: Hospodský snadno pozná, že ve vedlejší továrně opět měli výplatní den. Za celkové zkoumání tedy stojí pouze dlouhodobé cykly. Ekonomika se typicky zkoumá zvnějšku, pozorováním jejího chování, její vnitřní model není znám. Lze postupovat buď tak, že se k pozorovanému chování zpětně dohledávají příčiny (neočekávaný pohyb cen komodit, zdánlivě bez příčiny), nebo tak, že se nejdříve formuluje hypotéza o budoucích důsledcích známé změny a následně se tato empiricky ověřuje. Výsledkem má být zjištění citlivosti konkrétních parametrů ekonomiky na konkrétní jevy a na základě toho předvídat výsledek pro příští podobné situace.
Jedním z předpokládaných vlivů je jedenáctiletý Sluneční cyklus: Vliv na ekonomiku má přicházet na jedné straně přes zemědělství, na druhé straně přes vliv slunečního větru na elektrická zařízení na Zemi. (např. kolapsy rozvodných sítí v Kalifornii, Itálii a Německu během první dekády 21. století). Největší pozornost národohospodářů a investorů se zaměřuje na střednědobé tzv. Juglarovy cykly (business cycle), které nejvýrazněji ovlivňují konjunkturu a mají celou řadu projevů. Nejzávažnější z nich jsou cylický pokles výroby a cyklická nezaměstnanost. Mezi závažné projevy cyklického hospodářského poklesu patří též finanční krize, prudký pokles akciových kurzů a úpadky firem. Od dob průmyslové revoluce jsou hospodářské cykly a cyklické krize považovány za přirozené jevy resp. za zákonitosti růstu tržní ekonomiky, přičemž existuje řada názorů a škol /směrů/, jak je zmírňovat. Současní libertariáni většinou odmítají zásahy státu do cyklického vývoje ekonomiky.

#### Umělá periodicita
Ekonomické cykly se však mohou vyskytovat i bez jakýchkoli vnějších vlivů: Pak je periodické (harmonické) kmitání přímo vlastností systému. Základním axiomem ekonomie však je, že trh vždy najde rovnovážný stav, tedy ustálenou hodnotu, ale může docházet k překmitu. To v praxi znamená, že v dané ekonomice existují vlivy, které mají tendenci ji pravidelně vychylovat z rovnováhy. Působením volného trhu následně dochází k návratu do nového rovnovážného bodu, odkud je následně opět vychýlena atd.
Na základě takové úvahy pak např. zastánci liberalismu odmítají zásahy státu do ekonomiky s tím, že místo aby se tak problém řešil, naopak se ještě zhoršuje (přilévání oleje do ohně). Argumentem je, že to byly pravě intervence, které ekonomiku vychýlily, a proto ji další intervence v podobném duchu zpět neuklidní, ale naopak pokřiví ještě více. Nastává paradox, kdy stát bere obyvatelům prostředky, aby je mohl utratit; a utrácí je právě na to, že dále pokřivuje hospodářské poměry a tím lidé trpí znovu a ve větším rozsahu. Odpůrci tzv. "velkého státu", minarchisté, dále tvrdí, že bez vlivů státu by žádné vnitřní oscilování v ekonomice vůbec nevznikalo.

### Fluktuace
Na rozdíl od pravidelného cyklu fluktuace představují přizpůsobení se trhu po jednorázových událostech. Nelze tedy hovořit o hospodářském cyklu v pravém slova smyslu, ačkoliv tyto jednorázové události mají tendenci se opakovat.
Nepravidelné vlivy na ekonomiku jsou buď impulsní, nebo po jednorázovém přechodu už trvalé. Záleží na flexibilitě ekonomiky do jaké míry se dá těmito vlivy ovlivnit, v jakém územním rozsahu a s jakou svou dynamikou dosáhne nového rovnovážného stavu. Příkladem takových změn mohou být přírodní katastrofy (jako například vlny tsunami v roce 2010 v Indickém oceánu a v roce 2011 v Japonsku), války (v Iráku nebo v roce 2011 sled revolucí v severní Africe a občanská válka v Libyi) a také průlomové technologické objevy (oheň, kolo, kov, uhlí, pára, elektřina, ropa, tranzistor), které všechny nejprve ovlivnily jen určitou část ekonomiky a jejich vliv se postupně přeléval mezi obory k novému ustálenému stavu. Protože jde o nepravidelné jevy (jako např. přechodové jevy), lze se jim bránit jen těžko a spíše plošnými metodami založenými na statistice a řízení rizik.

## Průběh hospodářského cyklu
Každá ekonomika prochází všemi částmi cyklu, které jsou mnohdy nevyrovnané.
Učebnicový hospodářský cyklus obvykle začíná velkým hospodářským růstem a rozvojem, nazýváme jej expanze (konjunktura). Druhý stupeň hospodářského cyklu nazýváme vrchol, zde dochází ke zpomalení růstu HDP, tempo růstu výroby se zpomaluje. Později se trh nasytí a postupně začne klesat poptávka. Následkem toho se sníží výroba; neefektivní producenti zboží a poskytovatelé služeb zkrachují, nastane třetí fáze cyklu, recese, později deprese a nakonec krize. Poté se celý koloběh opět opakuje.
Fáze hospodářského cyklu:
1. dno (sedlo, deprese)
2. expanze (zotavení, konjunktura, boom)
3. vrchol (a následné prasknutí bubliny)
4. kontrakce (pokles, recese)

Vzhledem k předpokládanému opakování cyklu nelze jednoznačně určit, která fáze je počínající. Dno a vrchol však představují body obratu a konjunktura s recesí jsou hlavními fázemi cyklu.
Zatímco standardní vysvětlení hospodářského cyklu se soustředí na problémy během klesající fáze hospodářského cyklu, Rakouská škola naopak vidí problém již v nadměrném růstu v první fázi a nevyhnutelnou krizi považuje za očistnou fázi hospodářského cyklu, po níž přežijí pouze ti efektivnější výrobci.

## Hospodářské cykly dle délky
Podle délky hospodářských cyklů, měřené od bodu obratu k jeho zopakování, se člení do tří základních typů:
1. krátkodobé = tzv. Kitchinovy cykly v délce 18–40 měsíců představují krátkodobé kolísání reálného produktu, které je způsobeno výkyvy v zásobách, příčiny jsou obtížně prokazatelné,
2. střednědobé = tzv. Juglarovy cykly v délce 8–10 let jsou spojovány s investicemi do fixního kapitálu, střídá se v nich období zvýšeného opotřebení a zvýšeného investování, může jít také o střídání generací komodit, zemědělské výkyvy apod.
3. dlouhodobé = tzv. Kuznetsovy cykly (též Schumpeterovy, Kondratěvovy vlny) v délce 20–50 let jsou vysvětlovány válkami, vědeckými objevy, značnými investicemi do infrastruktury, inovačními vlnami.

## Vysvětlení hospodářského cyklu
Ekonomové různých škol vidí dvě hlavní příčiny hospodářského cyklu – monetární a reálné. Zastánci monetárních příčin (monetaristé a Rakouská škola) hospodářského cyklu spatřují jeho původ v neodpovídající nabídce peněz, zatímco zastánci reálného vysvětlení hospodářského cyklu (keynesiánci a zastánci Reálné teorie hospodářského cyklu) spatřují původ hospodářského cyklu v reálných (nepeněžních) jevech.

### Monetaristé
Monetaristé v čele s Miltonem Friedmanem jsou zastánci monetárního (peněžního) původu hospodářského cyklu. Růst nabídky peněz je určujícím faktorem hospodářského cyklu. Cílem monetární politiky by měl být stabilní růst peněžní nabídky. Pokud nabídka peněz roste příliš rychle, dochází k inflaci a pokud naopak roste pomalu, v ekonomice se objevují deflační tlaky. Rigidní mzdy a ceny při pomalém růstu peněžní nabídky vedou k hospodářskému cyklu.

### Rakouská teorie hospodářského cyklu
Rakouská teorie hospodářského cyklu se řadí mezi monetární teorie hospodářských cyklů. Dle této teorie je příčinou hospodářského cyklu činnost centrální banky, která v systému bankovnictví částečných rezerv umožňuje úvěrovou expanzi. Komerční banky mohou tedy vytvářet úvěry nad rámec svých rezerv, čímž efektivně vznikají nové peníze. Tyto peníze směřují do nových investic a ekonomika roste. Růst peněžní nabídky se ale následně projeví všeobecným růstem cen neboli inflací. Inflace způsobí, že projekty, které se jevily jako ziskové, se ve skutečnosti stanou ztrátovými a krachují. Nastává krize, která je očistnou fází hospodářského cyklu.

### Keynesiánci
Zastánci keynesiánství se při vysvětlování hospodářského cyklu soustředí na agregátní poptávku. Pokles agregátní poptávky vede k poklesu příjmů výrobců, zatímco ceny a mzdy se přizpůsobují pomaleji. Reálné náklady výrobců tedy rostou a ti jsou nuceni propustit část zaměstnanců, což vede k růstu nezaměstnanosti a dalšímu poklesu agregátní poptávky. V tuto chvíli by podle této teorie měla zasáhnout vláda a nahradit výpadek agregátní poptávky růstem státních výdajů.

### Teorie reálného hospodářského cyklu
Teorie reálného hospodářského cyklu se soustředí na negativní šoky v ekonomice (např. růst ceny ropy). Po úvodním šoku dojde k poklesu ekonomické aktivity v určitém sektoru, který se postupně přelívá do dalších částí ekonomiky v důsledku čehož dochází ke krizi.

## Přehled významných krizí zaviněných hospodářským cyklem

### Velká deprese
Kolosálním příkladem státních zásahů do průběhu hospodářského cyklu byl tzv. New Deal v USA v polovině 20. století, který se nesl v duchu keynesiánské myšlenky, že "národ obohatíme tím, že budeme rozbíjet okna": Nezaměstnaný totiž dostane práci a bude bohatší. A to vše za peníze od občanů, nebo na dluh, a pak tedy opět od obyvatel.